# District Irafski
District Irafski (Russisch: Ира́фский райо́н) is een district in het zuidwesten van de Russische autonome republiek Noord-Ossetië. Het district heeft een oppervlakte van 1.376 vierkante kilometer en een inwonertal van 15.766 in 2010. Het administratieve centrum bevindt zich in Chikola.
Bestuurlijk centrum: Vladikavkaz

Steden: Alagir · Ardon · Beslan · Digora · Mozdok

Districten: Alagirski · Ardonski · Digorski · Irafski · Kirovski · Mozdokski · Pravoberezjni · Prigorodni